# CCED
CCED是一款中文字表处理软件，问世于1988年，由原北京乾为天电子技术研究所开发，主要开发者是朱崇君。软件在DOS时代曾是中国最流行的文字处理与电子表格软件之一。1998年后推出了基于Windows的版本。
二十世纪九十年代中期，DOS版的CCED一度辉煌，连续多年是中国最畅销的软件之一，是全国计算机等级考试以及国内不少计算机教育培训指定内容。九十年代后期，Windows操作系统普及。CCED虽然推出了Windows版本，但在功能和界面上与Microsoft Office等成熟的“所见即所得”办公软件相比劣势显现。尤其在盗版Microsoft Office流行、老对手WPS借中国政府采购计划恢复生机的情况下，CCED市场迅速萎缩，已淡出主流软件市场。

## 历史
- 1988年， 2.0，首款基于DOS的商业发行版，使用BASIC语言编写。
- 1990年8月， 3.0。后于1993年推出基于此版本改进的3.3普及版，为免费软件。
- 1991年底， 4.0，开始改用C语言编写。
- 1994年3月， 5.0，与WPS完善兼容。这一版本是当时最为流行的版本。
- 1996年1月， 5.01，开始采取类似于共享软件的“电子注册版”方式发行。后续小的改进版本有5.02、5.03、5.18等。
- 1998年5月， 6.0，后续小的改进版本有6.0B、6.0C等。
- 1998年底， 98，首款基于Windows的试用版。
- 1999年5月， 2000，Windows版本，历经了一系列试用版、注册版和发行版。
- 2004年12月  2000 发行版⑤号，自此五年多没有持续更新。
- 2010年2月  2000 发行版⑥号。